# Président de la communauté de Madrid
Le président de la communauté de Madrid (en espagnol : Presidente de la Comunidad de Madrid) est le chef du gouvernement de la communauté autonome espagnole de la communauté de Madrid.
L'actuel titulaire de ce poste est, depuis le 17 août 2019, la conservatrice Isabel Díaz Ayuso.

## Élection

### Procédure
Le président de la communauté de Madrid est élu par l'Assemblée de Madrid, parmi ses membres, sur proposition de son président, après chaque élection régionale ou en cas de vacance de la présidence. 
Après consultation des groupes politiques, le président de l'Assemblée propose un candidat qui expose ensuite son programme devant les députés, et se soumet à un vote de confiance. L'investiture est accordée à la majorité absolue des députés. En cas d'échec, un second tour a lieu quarante-huit heures plus tard, où la majorité simple suffit.

### Échec
Si le candidat n'est pas investi par l'Assemblée, la procédure est recommencée. Si aucun président n'a été élu dans un délai de deux mois à compter du premier vote d'investiture, l'Assemblée de Madrid est dissoute, et un nouveau scrutin est organisé. Ce cas de figure, très rare en Espagne, s'est présenté après les élections de 2003.

### Investiture
Une fois le candidat investi, il est formellement nommé par le roi d'Espagne et prête serment.

## Fonctions

### Chef du gouvernement régional

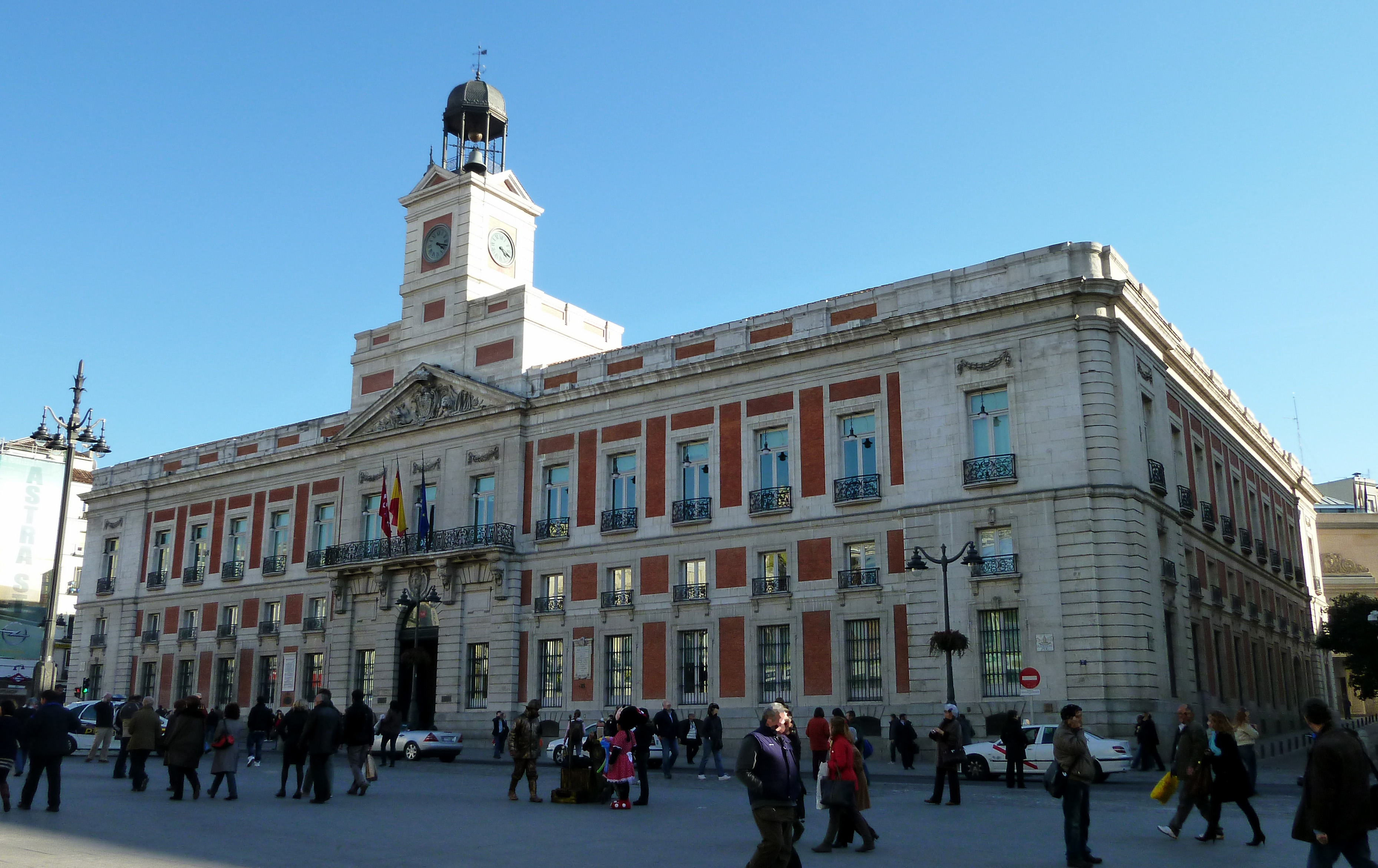
La Real Casa de Correos, sur la Puerta del Sol, est le siège de la présidence de la communauté de Madrid.

Comme tout chef de gouvernement, il lui revient de nommer et mettre fin aux fonctions des conseillers du gouvernement régional, et de convoquer, fixer l'ordre du jour et présider les réunions du conseil de gouvernement, dont il dirige les débats. Chargé d'établir les lignes directrices générales de l'action du gouvernement, d'en assurer la continuité, il coordonne l'action des différents départements et résout les conflits de compétences entre eux.
Il signe les décrets approuvés par le conseil de gouvernement, ainsi que les décisions adoptées par ce dernier, veillant en plus à leur bonne application. Il rend en outre effectif les nominations dans l'administration régionale décidés par décret du conseil de gouvernement.
Dans ses rapports avec l'Assemblée de Madrid, il coordonne le programme législatif du gouvernement, peut poser la question de confiance, répond aux questions et interpellations, et veille à l'exécution des décisions parlementaires concernant le gouvernement régional. Il lui revient par ailleurs de convoquer les élections régionales.
Enfin, il signe les accords et conventions de coopération avec les autres communautés autonomes.

### Représentant de l'État
Il promulgue les lois, et normes de caractère législatif, au nom du roi d'Espagne, et en assure la publication au Bulletin officiel de la communauté de Madrid (Boletín Oficial de la Comunidad de Madrid) et au Bulletin officiel de l'État (Boletín Oficial del Estado). Il doit en outre rester en relation avec la délégation du gouvernement, pour permettre une meilleure coordination entre les activités de l'État et de la communauté.

## Fin du mandat
Le mandat du président de la communauté de Madrid prend fin par décès, démission, tenue des élections régionales, rejet d'un vote de confiance, incapacité physique ou mentale permanente, ou vote d'une motion de censure constructive. À la majorité des quatre cinquièmes, le conseil de gouvernement peut, de sa propre initiative ou à la demande du président lui-même, considérer que ce dernier est temporairement inapte, physiquement ou mentalement, à remplir ses fonctions. Un intérim, qui ne peut dépasser deux mois, est alors organisé.

### Motion de censure
Le statut d'autonomie prévoit que le président est « politiquement responsable devant l'Assemblée ». Cette responsabilité est mise en cause au moyen d'une motion de censure, déposée par au moins 15 % des députés et prévoyant un candidat à la présidence de la communauté de Madrid. En cas d'adoption de la motion, à la majorité absolue des députés, le président sortant est aussitôt remplacé par le candidat à la présidence, considéré comme investi de la confiance de l'Assemblée de Madrid.

## Titulaires
Depuis la création de ce poste, le 1er mars 1983, il a été occupé par huit personnalités différentes. Le socialiste Joaquín Leguina détient, avec douze ans de mandat, le record de longévité, tandis qu'Esperanza Aguirre a été la première femme à en être titulaire.